# Piotr Lenartowicz
Piotr Lenartowicz (Varsavia, 25 agosto 1934 – 10 ottobre 2012) è stato un filosofo e medico polacco, professore di filosofia presso l'Università di Filosofia ed Educazione dei Gesuiti Ignatianum a Varsavia.

## Vita
Lenartowicz è nato a Varsavia, in Polonia, da Wiesław Lenartowicz e Krystyna Schneider. Nel 1952 ha iniziato gli studi presso la Facoltà di Medicina dell'Accademia di Medicina di Varsavia dove ha ottenuto il diploma di medico nel 1958. Dal 1956 ha lavorato come assistente presso il Dipartimento di Fisiologia all'Accademia di medicina di Varsavia. Nel 1958, lavorò al Dipartimento di Fisiologia dell'Accademia Polacca delle Scienze a Varsavia. Nel 1961 ha conseguito un dottorato in neurofisiologia presso la Facoltà di Medicina dell'Accademia di Medicina di Varsavia.
Lenartowicz entrò nella Compagnia di Gesù il 1º novembre 1960. Tra il 1962 e il 1965 ha studiato filosofia presso la Facoltà di Filosofia della Compagnia di Gesù a Cracovia, dove ha conseguito la laurea. Nel 1965 entrò nella Facoltà di Teologia Bobolanum a Varsavia, dove ha si laureò nel 1969. È stato ordinato sacerdote il 17 giugno 1968 a Varsavia.

## Lavoro
Lenartowicz si è occupato soprattutto di filosofia della biologia. Tra il 1982 e il 1990 ha partecipato al seminario "Scienza-Religione Storia" organizzato su iniziativa di Giovanni Paolo II a Castel Gandolfo. Con il Prof. Jerzy A. Janik è stato editore di quattro volumi di rapporti su questi seminari.
Piotr Lenartowicz è autore di oltre 100 pubblicazioni (la bibliografia completa delle pubblicazioni di interesse scientifico e filosofico è inclusa nel libro: Jolanta Koszteyn Vivere et Intelligere, Cracovia, 2009).
Le prime pubblicazioni di Lenartowicz, prima di entrare nella Compagnia di Gesù, sono dedicate alla neurofisiologia degli animali.
Nelle sue pubblicazioni più recenti Lenartowicz ha presentato i risultati della sua ricostruzione della genealogia dell'Uomo, sulla base delle ricerche paleo-antropologiche
L'albero genealogico di Homo sapiens contiene un numero sorprendente di specie (ad esempio Australopithecus afarensis, Paranthropus robustus, Homo habilis, Homo erectus, Homo neanderthalensis). Lenartowicz non mette in discussione l'esistenza di molti ominidi. Esprime piuttosto dubbi sulla loro natura – queste forme erano umane o "pre-umane"? Erano davvero specie biologiche poste a metà strada tra la scimmia e Homo sapiens? Secondo Lenartowicz, è probabile che queste numerose e diverse forme di ominidi fossero antichi ecotipi estinti che facevano parte della stessa specie di Homo sapiens.
Lenartowicz ha anticipato il concetto di complessità irriducibile prima che l’ipotesi guadagnasse terreno dopo la pubblicazione di Darwin's Black Box di Michael Behe. Nella sua dissertazione sulla dicotomia genotipo-fenotipo, pubblicata nel 1975, ha descritto l’irriducibilità di certi fenomeni biologici.

## Pubblicazioni principali
- Lenartowicz, P. (1975) Phenotype-Genotype Dichotomy (in inglese). Pontif. Univ.Gregoriana, Roma, 1975.
- Lenartowicz, P. Philosophy of Biological Phenomena (in polacco), WAM, Cracow, 1985.
- Lenartowicz, P. Theory of cognition (in polacco), Jesuit Philosophical Faculty, Cracow, 1995.
- Lenartowicz Piotr, Koszteyn Jolanta, Introduction to philosophical questions (in polacco), Jesuit University of Philosophy and Education Ignatianum - WAM, Cracow, ISBN 83-88209-04-3, 2000.
- Vivere & Intelligere. Selected papers by Piotr Lenartowicz SJ published on his 75th birthday. Jesuit University of Philosophy and Education Ignatianum - WAM, Cracow, 2009.
- Lenartowicz, P. People or Manapes. Problem of Human Genealogy (in polacco; riassunto in inglese), Jesuit University of Philosophy and Education Ignatianum, Cracow, 2010.
- Lenartowicz, P. Theory of cognition (nuova edizione, in polacco), WAM, Ignatianum, Cracow, 2014.